# Моби Дик (мини-сериал)
«Моби Дик» — мини-сериал режиссёра Фрэнка Роддэма, снятый в 1998 году, очередная экранизация романа Германа Мелвилла «Моби Дик» с участием Патрика Стюарта, Генри Томаса и Грегори Пека (в одноимённом фильме 1956 года Пек исполнил главную роль).

## Сюжет
Безработный Измаил решает узнать мир с морской стороны. Для этого он собирается устроиться матросом на китобойное судно. В портовой таверне юноша знакомится с гарпунщиком Квикегом, благодаря опытности которого обоих принимают на судно «Пекод». Несмотря на трудности матросской жизни, жизнь в море захватывает Измаила. Одно только смущает его, как и всю команду — отсутствие на мостике капитана.
И вот однажды капитан Ахав появляется на палубе. Он обещает испанскую золотую монету ценой 16 долларов тому, кто первый увидит гигантского белого кита — Моби Дика. Капитан воодушевляет всю команду заняться охотой на монстра. Единственный, кто высказывает сомнения в этом — старший помощник Старбек. Теперь единственная цель капитана и экипажа — уничтожить чудовищного кита. Ради этого они оставляют обычный китобойный промысел и начинают бороздить океаны в поисках монстра…

## В ролях
1. Патрик Стюарт — капитан Ахав
2. Генри Томас — Измаил
3. Грегори Пек — отец Мэпл
4. Брюс Спенс — Илия
5. Хью Кияс-Бёрн — мистер Стьюб
6. Робин Каминг — Питер Коффин
7. Шэйн Коннор — мистер Флеск
8. Пирипи Варентини — Квикег
9. Вивиан Бентон — Сэл Коффин
10. Доминик Пурселл — Балкингтон
11. Норман Йемм — плотник
12. Майкл Джексон — Shantyman
13. Уоррен Оуенс — кок
14. Норман Д. Голден II — Малыш Пип
15. Харольд Хопкинс — капитан Пелег
16. Джон Ли — капитан Билдад
17. Тед Левайн — Старбак
18. Мэттью Э. Монтойя — Таштего
19. Майкл Эдвард-Стивенс — Дагу
20. Джералд Крис А. Грэхэм — Перт
21. Эпайрана Тейлор — мальчик Даг
22. Ки Чан — Федаллах
23. Билл Хантер — капитан Бумер
24. Питер Самнер — капитан Гардинер

## Награды
- 1999 Премия «Спутник» — номинация в категории «лучшая роль»
- 1999 Golden Globes
  - премия за лучшую роль второго плана (Грегори Пек)
  - номинация в категории за лучшую роль
- 1998 Эмми — номинация в пяти категориях
- 1999 Casting Society of America, USA — номинация в категории «Лучший кастинг для телесериала»
- 1999 Australian Guild of Screen Composers
  - лучшая музыка для телефильма
  - номинация в категории Best Soundtrack Album
- 1999 Australian Cinematographers Society — Award of Distinction
- 1999 Australasian Performing Rights Association — премия за лучшую музыку для телевидения